# شارليس ديريس
شارليس ديريس (6 يونيو 1981 بكامبريه في فرنسا - ) (بالفرنسية: Charles Diers)‏ هو لاعب كرة قدم فرنسي في مركز الوسط. لعب مع نادي أنجيه ونادي بولون ونادي ديجون ونادي كليرمونت 63 ونادي ليل وAC Cambrai ‏.

## روابط خارجية
- شارليس ديريس على موقع رابطة كرة القدم الفرنسية للمحترفين (الإنجليزية)
- شارليس ديريس على موقع قاعدة بيانات كرة القدم.إي يو (الإنجليزية)
- شارليس ديريس على موقع ليكيب (الفرنسية)
- شارليس ديريس على موقع Soccerway.com (الإنجليزية)
- شارليس ديريس على موقع عالم كرة القدم.نت (الإنجليزية)
- شارليس ديريس على موقع AS.com (الإسبانية)